# Henrike Hahn (Schauspielerin)
Henrike Hahn (* 1986 in Hamburg) ist eine deutsche Schauspielerin.

## Leben
Henrike Hahn wuchs in Hamburg auf und ist die Tochter eines hanseatischen Vaters und einer katalanischen Mutter. Sie absolvierte nach ihrem Abitur von 2009 bis 2013 ein Schauspielstudium an der Hochschule für Musik und Darstellende Kunst Stuttgart. Schon währenddessen trat sie u. a. am Theater Freiburg und am Stuttgarter Wilhelma-Theater in diversen Inszenierungen auf. Es folgten Engagements am Theater Krefeld/Mönchengladbach, am Deutschen Theater Göttingen, am Nationaltheater Mannheim, am Staatstheater Kassel und am Schauspiel Essen. Seit 2016 ist sie vermehrt für Film und Fernsehen tätig, u. a. für Nord Nord Mord, SOKO Hamburg, SOKO Köln, „Wahrheit oder Lüge“ und Helen Dorn. Henrike Hahn ist mit einem Franzosen verheiratet.

## Filmografie (Auswahl)
- 2016: Retropia (Kurzfilm, Regie: Manuel Inacker)
- 2016: Nord Nord Mord (ZDF, Regie: Christian Theede)
- 2016: Angst (ZDF, Regie: Thomas Berger)
- 2017: Die verschwundene Familie (ZDF, Regie: Thomas Berger)
- 2017: Heimlich – Müllermilch (Werbung, Regie: Peter Spans)
- 2018: SOKO Hamburg (Fernsehserie, Folge Junggesellenabschied) (ZDF, Regie: Sven Fehrensen)
- 2018: Der letzte Mieter (Kinofilm, Regie: Gregor Erler)
- 2018: Milk & Honey (VOX, Regie: Peter Gersina)
- 2018: Bingo im Kopf (ARD, Regie: Christian Theede)
- 2019: Wahrheit oder Lüge (ZDF, Regie: Lars Becker)
- 2020: SOKO Köln (Fernsehserie, Folge Befangen) (ZDF, Regie: Alexander Costea)
- 2020: In aller Freundschaft (ARD, Folge 894: Bombenstimmung, Regie: Patricia Frey)
- 2021: Requiem für einen Freund
- 2021: Helen Dorn – Wer Gewalt sät (Fernsehreihe, ZDF, Regie: Marcus O. Rosenmüller)
- 2021: SOKO Wismar (Fernsehserie, Folge Ausgebootet)
- 2022: SOKO Hamburg (Fernsehserie, Folge Trübe Wasser)
- 2022: Vierwändeplus (Fernsehserie)
- 2022: SOKO Leipzig (Fernsehserie, Folge Blinde Flecken)
- seit 2023: Bettys Diagnose (Fernsehserie)[3]
- 2023: Malibu – Mein Traum, dein Traum (Fernsehreihe)

## Theater (Auswahl)
- 2010: Ein Sommernachtstraum (Regie: Gert Heinz)
- 2011: Anywhere but here (Regie: Nina Wurman)
- 2011: O Vater armer Vater (Regie: Marc Lunghuß)
- 2012: Vorher Nachher (Regie: Josep Galindo)
- 2013: Deportation Cast (Regie: Frank Oberhäußer)
- 2013: Gottes kleiner Krieger (Regie: Jark Pataki & Viola Hasselberg)
- 2013: Verbrennungen (Regie: Matthias Gehrt)
- 2013: König Lear (Regie: Matthias Gehrt)
- 2014: The Black Rider (Regie: Frank Matthus)
- 2014: Indien Jetzt (Regie: Sophia Stepf)
- 2015: Die Orestie (Regie: Matthias Gehrt)
- 2015: Dogville (Regie: Matthias Gehrt)
- 2015: Arsen und Spitzenhäubchen (Regie: Uta Koschel)
- 2016: Das Ballhaus (Regie: Frank Matthus)
- 2016: Was ihr wollt (Regie: Martin Schulze)
- 2016: Qui sommes nous (Regie: Henrike Hahn)
- 2016: Wunsch und Wunder (Regie: Christoph Mehler)
- 2017: Das Heuvolk (Regie: Signa & Arthur Köstler)
- 2018: Schöne Bescherungen (Regie: Markus Dietz)
- 2019: Sophie Scholl – Liebe in Zeiten des Widerstands (Regie: Jonathan Hutter)
- 2019: Der Kirschgarten (Regie: Alice Buddeberg)